# Sopot (dopływ Wrzosówki)
Sopot (niem. Hüttenwasser) – potok, prawy dopływ Wrzosówki o długości 5,2 km.
Potok płynie w Sudetach Zachodnich, w Karkonoszach. Jego źródła znajdują się na północnym stoku Śląskiego Grzbietu, pomiędzy Śląskimi Kamieniami, Hutniczym Grzbietem na wysokości 1215 m n.p.m. Płynie na północ. W dolnym biegu skręca lekko na północny zachód i wpada do Wrzosówki w centrum Jagniątkowa.
Płynie po granicie i jego zwietrzelinie. Obszar zlewni Sopotu porośnięty jest górnoreglowymi, niżej dolnoreglowymi lasami świerkowymi. Wzdłuż potoku biegnie granica Karkonoskiego Parku Narodowego. W górnym biegu przecina go zielony szlak turystyczny z Hali Szrenickiej na Przełęcz Karkonoską, tzw. Ścieżka nad Reglami.